# Port-des-Barques
Port-des-Barques és un municipi francès al departament del Charente Marítim i a la regió de la Nova Aquitània. L'any 2007 tenia 1.835 habitants.

## Demografia

### Població
El 2007 la població de fet de Port-des-Barques era de 1.835 persones. Hi havia 835 famílies de les quals 232 eren unipersonals (105 homes vivint sols i 127 dones vivint soles), 365 parelles sense fills, 198 parelles amb fills i 40 famílies monoparentals amb fills.
La població ha evolucionat segons el següent gràfic:
Habitants censats

### Habitatges
El 2007 hi havia 1.345 habitatges, 846 eren l'habitatge principal de la família, 473 eren segones residències i 27 estaven desocupats. 1.201 eren cases i 25 eren apartaments. Dels 846 habitatges principals, 608 estaven ocupats pels seus propietaris, 209 estaven llogats i ocupats pels llogaters i 29 estaven cedits a títol gratuït; 13 tenien una cambra, 27 en tenien dues, 186 en tenien tres, 324 en tenien quatre i 295 en tenien cinc o més. 603 habitatges disposaven pel capbaix d'una plaça de pàrquing. A 478 habitatges hi havia un automòbil i a 271 n'hi havia dos o més.

### Piràmide de població
La piràmide de població per edats i sexe el 2009 era:
| Homes | Edats   | Dones |
| ----- | ------- | ----- |
| 0     | 95 o +  | 4     |
| 4     | 90 a 94 | 8     |
| 12    | 85 a 89 | 28    |
| 8     | 80 a 84 | 8     |
| 28    | 75 a 79 | 36    |
| 76    | 70 a 74 | 80    |
| 48    | 65 a 69 | 68    |
| 60    | 60 a 64 | 48    |
| 32    | 55 a 59 | 36    |
| 44    | 50 a 54 | 40    |
| 36    | 45 a 49 | 68    |
| 76    | 40 a 44 | 48    |
| 48    | 35 a 39 | 56    |
| 60    | 30 a 34 | 44    |
| 16    | 25 a 29 | 28    |
| 20    | 20 a 24 | 16    |
| 36    | 15 a 19 | 28    |
| 72    | 10 a 14 | 52    |
| 68    | 5 a 9   | 44    |
| 32    | 0 a 4   | 20    |

## Economia
El 2007 la població en edat de treballar era de 1.035 persones, 627 eren actives i 408 eren inactives. De les 627 persones actives 530 estaven ocupades (291 homes i 239 dones) i 97 estaven aturades (40 homes i 57 dones). De les 408 persones inactives 205 estaven jubilades, 71 estaven estudiant i 132 estaven classificades com a «altres inactius».

### Ingressos
El 2009 a Port-des-Barques hi havia 905 unitats fiscals que integraven 1.891,5 persones, la mediana anual d'ingressos fiscals per persona era de 16.969 €.

### Activitats econòmiques
Dels 59 establiments que hi havia el 2007, 1 era d'una empresa extractiva, 2 d'empreses alimentàries, 2 d'empreses de fabricació d'altres productes industrials, 8 d'empreses de construcció, 16 d'empreses de comerç i reparació d'automòbils, 3 d'empreses de transport, 5 d'empreses d'hostatgeria i restauració, 1 d'una empresa d'informació i comunicació, 2 d'empreses financeres, 3 d'empreses immobiliàries, 7 d'empreses de serveis, 5 d'entitats de l'administració pública i 4 d'empreses classificades com a «altres activitats de serveis».
Dels 17 establiments de servei als particulars que hi havia el 2009, 1 era una oficina de correu, 2 oficines bancàries, 2 paletes, 2 fusteries, 3 lampisteries, 2 perruqueries, 4 restaurants i 1 agència immobiliària.
Dels 6 establiments comercials que hi havia el 2009, 2 eren botiges de menys de 120 m², 2 fleques, 1 una peixateria i 1 una botiga d'electrodomèstics.
L'any 2000 a Port-des-Barques hi havia 7 explotacions agrícoles que ocupaven un total de 309 hectàrees.

## Equipaments sanitaris i escolars
L'únic equipament sanitari que hi havia el 2009 era una farmàcia.
El 2009 hi havia 1 escola maternal i 1 escola elemental.

## Poblacions més properes
El següent diagrama mostra les poblacions més properes.